# Mitami-jinja
Le Mitami-jinja (美多彌神社, également 美多弥神社) est un sanctuaire shinto situé à Sakai, préfecture d'Osaka au Japon. Le sanctuaire est mentionné dans la chronique  de l'époque de Heian intitulée Engishiki, compilée au début du Xe siècle. Les bâtiments du sanctuaire sont détruits par les troupes d'Oda Nobunaga en 1577, mais reconstruits en 1592 par Wada Dosan (和田道讃).
Les kamis vénérés dans le sanctuaire sont Ame-no-Koyane (天児屋根命), Kumano no ookami (熊野大神), Itsukushima no ookami (厳島大神), Ōkuninushi no mikoto (大国主命), Tenjin (Sugawara no Michizane, 菅原大神), Hachiman (八幡大神), Kotohira ookami (琴平大神), Susanoo no mikoto (素盞鳴男命) et Mikumari no kami (天水分大神).
Le sanctuaire est connu localement pour sa population relativement importante de lithocarpus glaber (shiribukagashi, シリブカガシ). 

## Source de la traduction
- (en) Cet article est partiellement ou en totalité issu de l’article de Wikipédia en anglais intitulé « Mitami Shrine » (voir la liste des auteurs).